# 吉姆·布朗 (篮球运动员)
詹姆斯·弗雷德里克·布朗（英語：James Frederick Browne，1930年1月1日—2003年4月23日），美国NBA联盟前职业篮球运动员。